# Schneemelcher-Haus

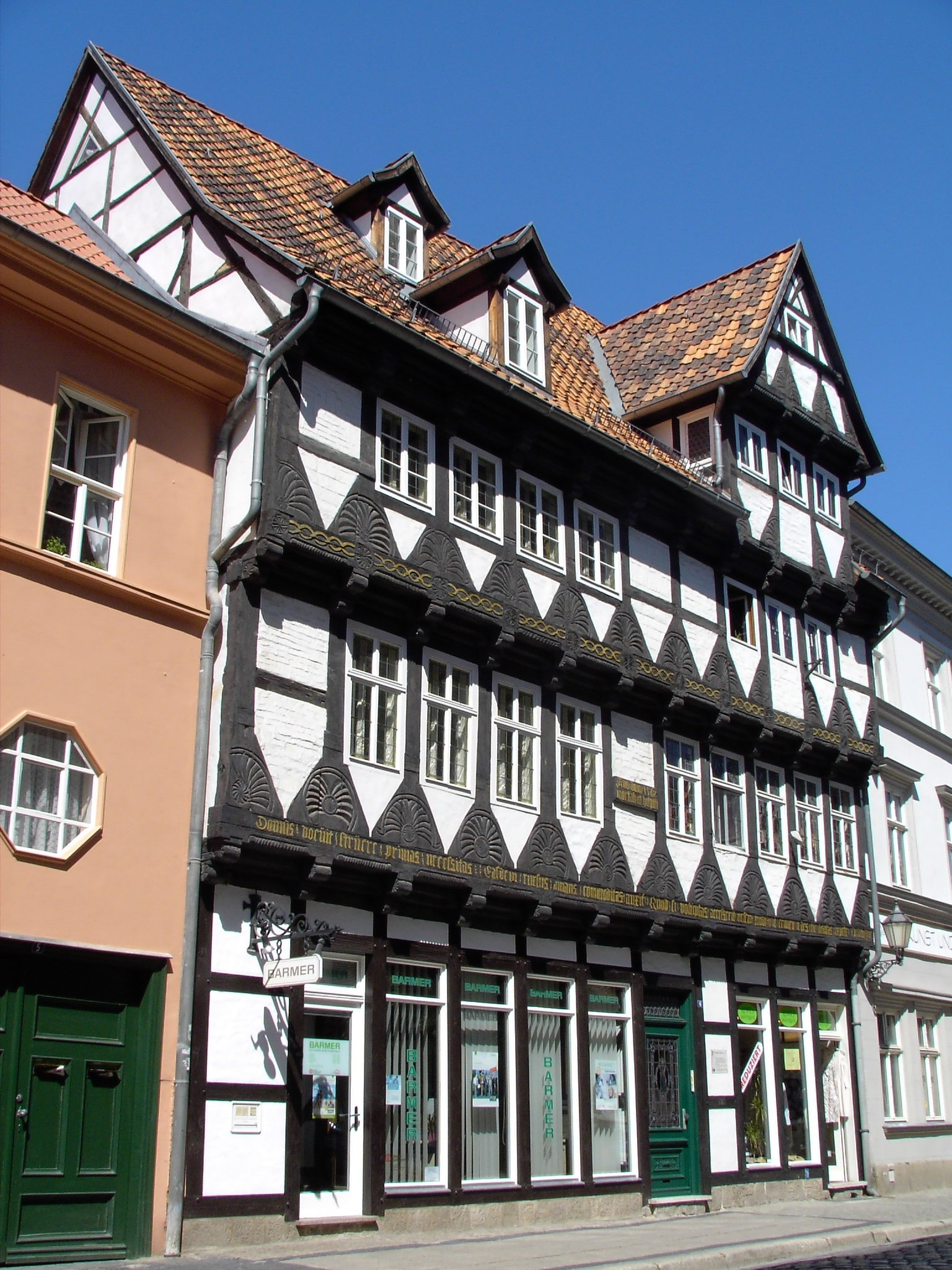
Schneemelcher-Haus

Das Schneemelcher-Haus ist ein denkmalgeschütztes Gebäude in der Stadt Quedlinburg in Sachsen-Anhalt.

## Lage
Es befindet sich an der Adresse Marktstraße 6 nördlich des Marktplatzes der Stadt und gehört zum UNESCO-Weltkulturerbe. Im Quedlinburger Denkmalverzeichnis ist es als Bürgerhaus eingetragen.

## Architektur
Das dreistöckige repräsentative Fachwerkhaus wurde im Jahr 1562, auf das eine Bauinschrift verweist, im Stil des niedersächsischen Fachwerkbaus errichtet. Besonders bemerkenswert ist die reich verzierte Fassade. So finden sich bis in das auf der rechten Seite befindliche Zwerchhaus hinein niedersächsische Schmuckformen mit Fächerrosetten und walzenförmige Balkenköpfe. Die Stockschwellen sind mit Schiffskehlen, Taustab und Wellenband verziert. Am Gebäude befindet sich die Inschrift: Die Notwendigkeit lehrte das Haus zu bauen. Das führte zu stattlicher Bequemlichkeit, würde jedoch noch die Üppigkeit hinzukommen, wäre dies eine Sünde. Das Untergeschoss wurde im 20. Jahrhundert verändert.
In einem hofseitigen Anbau befindet sich eine über zwei Geschosse reichende, mit Blockstufen versehene Wendeltreppe.